# Раїсліп (станція метро)

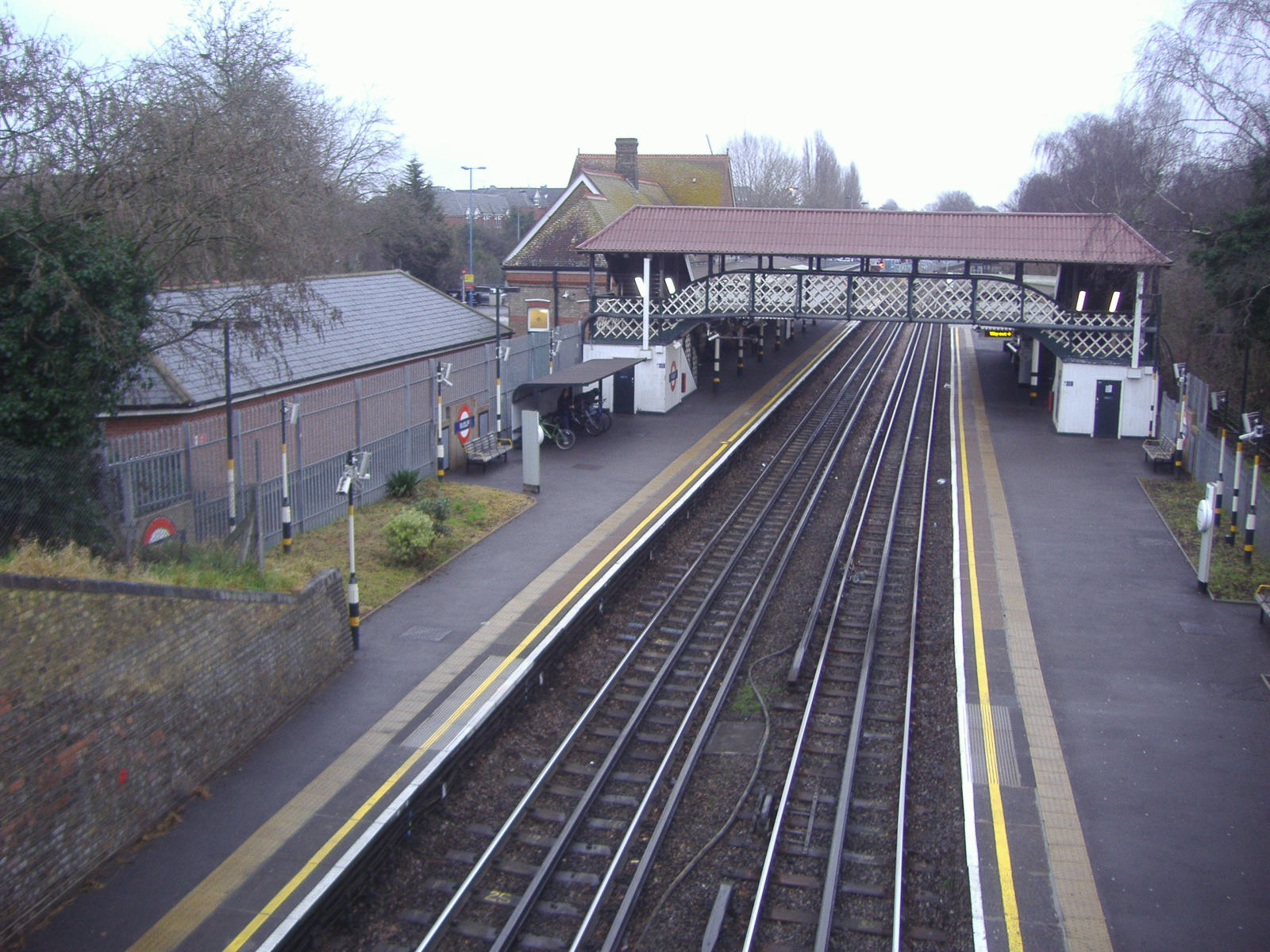
Платформи станції Райсліп

51°34′17″ пн. ш. 0°25′16″ зх. д. / 51.57149° пн. ш. 0.421241° зх. д.
Райсліп (англ. Ruislip) — станція ліній Метрополітен та Пікаділлі Лондонського метро. Розташована у 6-й тарифній зоні, у районі Райсліп, на заході Великого Лондону, між станціями Райсліп-манор та Ікенгем. Пасажирообіг на 2017 рік — 1.99 млн осіб.
Конструкція станція — наземна відкрита, з двома береговими платформами.

## Історія
- 4. липня 1904 — відкриття станції у складі лінії Метрополітен[4]
- 1. березня 1910 — відкриття трафіку по станції лінії Дистрикт
- 23. жовтня 1933 — припинення трафіку лінії Дистрикт, відкриття трафіку лінії Пікаділлі.[5]
- 10. серпня 1964 — закриття товарної станції[6]

## Пересадки
Пересадки на автобуси London Buses маршрутів: 114, 331, 398, E7, H13, U1, U10.

## Послуги
| Попередня станція | Лінія                            | Лінія                               | Лінія | Наступна станція |
| ----------------- | -------------------------------- | ----------------------------------- | ----- | ---------------- |
| Райсліп-манор     |                                  | Лондонське метро Лінія Метрополітен |       | Ікенгем          |
| Райсліп-манор     | Лондонське метро Лінія Пікаділлі |                                     |       | Ікенгем          |